# Henry Lewis Raphael
Henry Lewis Raphael (6 avril 1832, Londres – 11 mai 1899, Newmarket), est un banquier, économiste et philanthrope britannique.

## Biographie
Fils du banquier Louis Raphael (1794-1856), il est courtier et banquier, associé principal de la firme R. Raphael & Sons (en). Il bénéficie d'une influence considérable sur la Bourse. 
S'intéressant aux questions économiques, Raphael s'y montre éclairé et intervient devant diverses commissions royales et parlementaires, dont la Commission de l'or et de l'argent de 1888. 

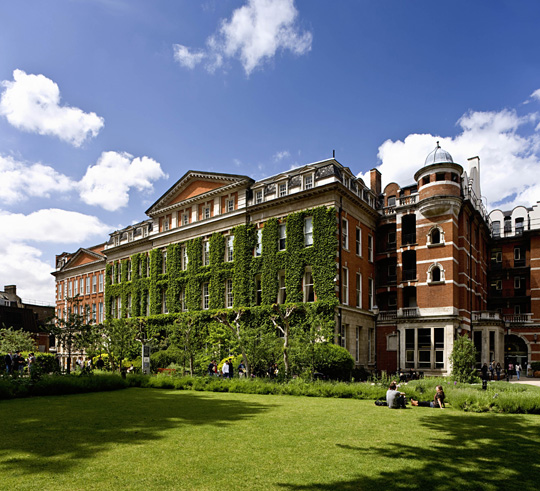
Henriette Raphael House, KCL Guy's Campus.

Impliqué dans les grandes œuvres de bienfaisance, il fait don de 20000 livres au Guy's Hospital, pour la dotation d'une "Henriette Raphael Ward", en mémoire de son épouse. Il est un généreux partisan du London Jewish Board of Guardians (en) et d'autres institutions caritatives.
Il est le père de Herbert Raphael.

## Sources
- William D. Rubinstein, Michael Jolles, Hilary L. Rubinstein, The Palgrave Dictionary of Anglo-Jewish History, 2011